# Zielony atrament
Zielony atrament. Film o Mariannie Sankiewicz (ang. Green Ink) – polski krótkometrażowy fabularyzowany film biograficzny z 2024 roku w reżyserii Pawła Wyszomirskiego. Fabuła oparta jest na historii życia docent Marianny Sankiewicz-Budzyńskiej. Światowa premiera filmu: 26 września 2024.

## Produkcja
W rocznicę 100-lecia urodzin Marianny Sankiewicz absolwenci Wydziału Elektroniki Politechniki Gdańskiej wystąpili z inicjatywą uczczenia jej pamięci w postaci fabularyzowanej biografii. Początek prac nad filmem zbiegł się z 70-leciem wydziału ETI, z którym była związana zawodowo, pełniąc m.in. funkcję dziekana. Uroczystości zainaugurował koncert Leszka Możdżera, który wykonał improwizowany utwór poświęcony doc. Sankiewicz. Prapremiera filmu 16 lutego 2024 zainaugurowała obchody 120-lecia politechniki w Gdańsku.
Film wyreżyserował Paweł Wyszomirski oraz Anna Berent. Producenci filmu: Pomorska Fundacja Filmowa, mająca swoją siedzibę w Gdyńskim Centrum Filmowym, koproducenci: Stowarzyszenie Absolwentów Politechniki Gdańskiej i Telewizja Polska.

## Odbiór
Zielony atrament został wyświetlony na 4. Międzynarodowym Festiwalu Telewizyjnym Heart of Europe. Został nominowany do konkursu wraz z czterema produkcjami z Europy Środkowej i Wschodniej, został uznany za najlepszy film fabularny w kategorii filmów krótkometrażowych. 24 września 2024 odbyła się projekcja na gdyńskim festiwalu filmowym.

## Obsada
- Aleksandra Piotrowska jako Kasia Majewska
- Magdalena Zawadzka jako awatar Marianny Sankiewicz
- Roman Gancarczyk jako profesor
- Aleksander Buchowiecki jako Bartek
- Michał Kurek jako Krzysiek
- Marta Schmidt jako Magda
- Mikołaj Sikała jako pianista
- Marek Tynda jako Piotr
- Robert Ninkiewicz jako ochroniarz
- Nikodem Bogdański jako ochroniarz
- Sylwia Góra jako sprzątaczka
- Diana Zamojska jako pani Ela z dziekanatu
- Małgorzata Oracz jako pani Krysia z dziekanatu
- Wanli Gao jako student zagraniczny
- Anton Uthayakumar Dinojan jako student zagraniczny
- Dorian Zypper jako student Zenek
- Filip Wawrecki jako student Marcin
- Paweł Kiedrowski jako barman
- Jakub Poterała jako student